# Giáo hội SubGenius

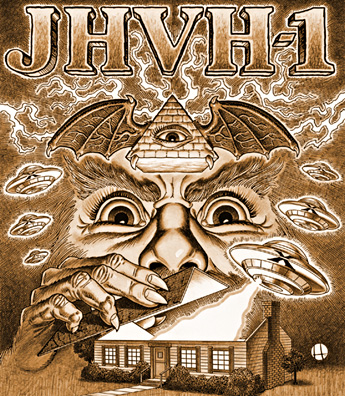
Jehovah 1, vị thần chính của Giáo hội SubGenius.

Giáo hội SubGenius (tiếng Anh: Church of the SubGenius) là một tôn giáo nhại nhằm châm biếm những hệ thống tín ngưỡng nổi tiếng hơn. Tôn giáo này giảng dạy một thứ triết lý phức tạp tập trung vào J. R. "Bob" Dobbs, kẻ tự nhận là một nhân viên bán hàng từ thập niên 1950 từng được cả Giáo hội sùng bái như một nhà tiên tri. Giới lãnh đạo SubGenius đã triển khai những câu chuyện chi tiết về Dobbs và mối liên hệ của ông ấy với các vị thần và thuyết âm mưu khác nhau. Vị thần trung tâm của họ gọi là Đức Jehovah 1 song hành cùng với những vị thần khác được rút ra từ thần thoại cổ xưa và tác phẩm giả tưởng trong văn hóa đại chúng. Văn học SubGenius mô tả một âm mưu lớn nhằm tẩy não thế giới và đàn áp những tín đồ tin theo Dobbs. Trong các câu chuyện của mình, Giáo hội trình bày sự pha trộn liên quan về văn hóa trong một bản phối lại phức tạp giữa các nguồn tư liệu.
Ivan Stang, nhà đồng sáng lập Giáo hội này vào thập niên 1970, giữ vai trò lãnh đạo và người quảng bá. Ông ta đã bắt chước hành động của những nhà lãnh đạo tôn giáo khác, sử dụng chiến thuật gây nhiễu văn hóa nhằm cố gắng nhại lại các tín ngưỡng nổi tiếng hơn. Giới lãnh đạo Giáo hội hướng dẫn tín đồ né tránh chủ nghĩa thương mại chính thống và niềm tin vào những sự thật tuyệt đối. Nhóm này cho rằng chất lượng của "Slack" là vô cùng quan trọng, nhưng nó chưa bao giờ được xác định rõ ràng. Không rõ số lượng tín đồ là bao nhiêu mặc dù thông điệp của Giáo hội được giới sinh viên đại học và nghệ sĩ ở Mỹ hoan nghênh. Nhóm này thường được so sánh với chủ nghĩa Discordia. Cánh nhà báo thường coi Giáo hội SubGenius là một trò đùa phức tạp, nhưng một số học giả đã biện hộ cho rằng đây giống như một hệ thống thực sự của những niềm tin sâu sắc.

## Sáng lập

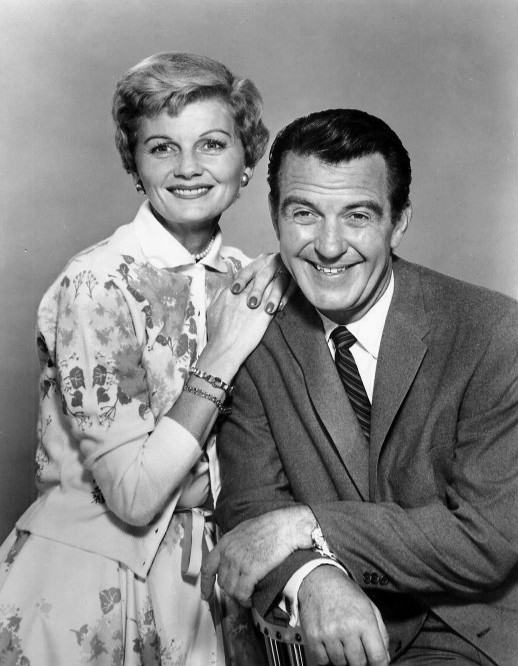
Diện mạo của Dobbs thường được so sánh với nhân vật hư cấu Ward Cleaver (bên phải).

## Thành viên

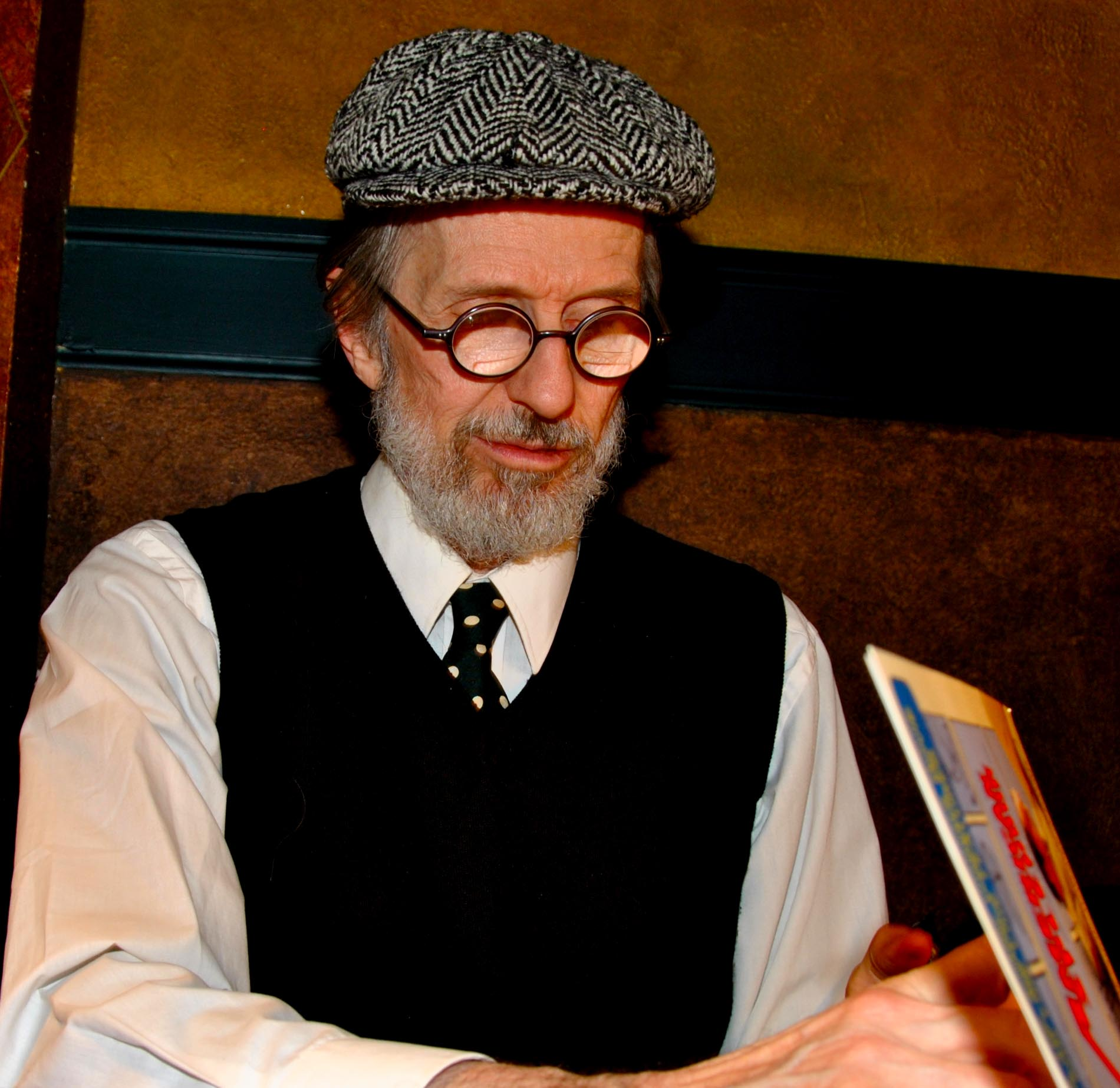
R. Crumb, một họa sĩ truyện tranh đã giúp quảng bá Giáo hội SubGenius.